# 马恩河畔谢讷维耶尔
马恩河畔谢讷维耶尔（法語：Chennevières-sur-Marne，法語發音：[ʃɛn(ə)vjɛʁ syʁ maʁn]）是法国法蘭西島大區马恩河谷省的一个市镇，属于马恩河畔诺让区。

## 地理
马恩河畔谢讷维耶尔（48°47'54"N, 2°32'2"E）面积5.27 平方千米，位于法国法蘭西島大區马恩河谷省，该省份为法国北部内陆省份，毗邻巴黎。
与马恩河畔谢讷维耶尔接壤的市镇（或旧市镇、城区）包括：马恩河畔尚皮尼、圣莫代福塞、马恩河畔奥尔梅松、勒普莱西特雷维斯、布里地区拉克、布里地区叙西。

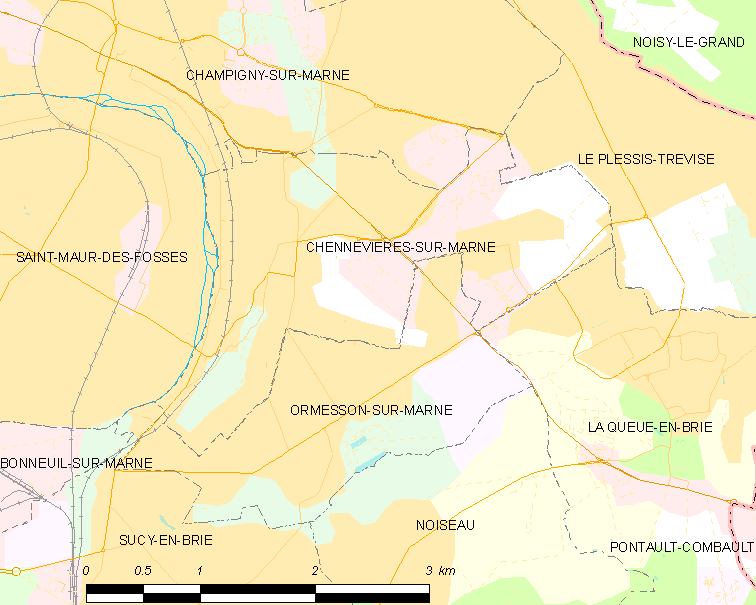
马恩河畔谢讷维耶尔的OSM定位图

马恩河畔谢讷维耶尔的时区为UTC+01:00、UTC+02:00（夏令时）。

## 行政
马恩河畔谢讷维耶尔的邮政编码为94430，INSEE市镇编码为94019。

## 政治
马恩河畔谢讷维耶尔所属的省级选区为马恩河畔尚皮尼第二县。

## 人口

1962-2008年间马恩河畔谢讷维耶尔人口变化图示

马恩河畔谢讷维耶尔于2022年1月1日时的人口数量为18295人。